# Dieter Wyduckel
Dieter Wyduckel (* 18. September 1938 in Bochum; † 10. August 2015) war ein deutscher Rechtswissenschaftler mit Schwerpunkten im Staats- und Verfassungsrecht der Frühen Neuzeit sowie im öffentlichen Recht.

## Leben
Wyduckel studierte an den Universitäten in Paris, Münster und Köln Geschichte, Romanistik und Philosophie und zudem in Münster Rechtswissenschaften. Er erarbeitete am Institut für Öffentliches Recht und Politik in Münster die Johannes-Althusius-Bibliographie für die Johannes-Althusius-Gesellschaft. Er promovierte 1977 ebenfalls in Münster mit einer Arbeit über die Grundlagen der frühmodernen Rechts- und Staatslehre. Im Jahr 1982 folgte seine Habilitation zu den Grundlagen und der Entwicklung des Öffentlichen Rechts und der deutschen Staatsrechtswissenschaft.
Wyduckel war als Dozent im Fachbereich Rechtswissenschaft an den Universitäten Münster und Osnabrück tätig. An der Technischen Universität Dresden erhielt er 1993 die Professur für Öffentliches Recht und Staatskirchenrecht und wurde dort auch emeritiert. Er war langjähriger Vorsitzender und Ehrenvorsitzender der Johannes-Althusius-Gesellschaft.
Dieter Wyduckel hat die Althusius-Forschung und die internationale Rezeption des Frühe Neuzeit-Staatstheoretikers mit der Veranstaltung von Symposien und als Herausgeber insbesondere der Veröffentlichungen der Symposien der Althusius-Gesellschaft wesentlich beeinflusst und in Bewegung gebracht, die einer Renaissance des Ständestaatstheoretikers Johannes Althusius in der politischen Ideen- und Theoriengeschichte gleichkommt. Er war Mitglied der Vereinigung für Verfassungsgeschichte.

## Veröffentlichungen (Auswahl)
- (Bearb.) Althusius-Bibliographie. Bibliographie zur politischen Ideengeschichte und Staatslehre, zur Verfassungsgeschichte und zum Staatsrecht des 16. bis 18. Jahrhunderts, hrsg. von Hans Ulrich Scupin und Ulrich Scheuner, 2 Bände, Duncker & Humblot, Berlin 1973.
- Untersuchungen zu den Grundlagen der frühmodernen Rechts- und Staatslehre. Rechtswissenschaftliche Dissertation, Münster 1977.
- Princeps Legibus Solutus.  Eine Untersuchung zur frühmodernen Rechts- und Staatslehre (= Schriften zur Verfassungsgeschichte, Band 30), Duncker und Humblot, Berlin 1979.
- Ius publicum. Grundlagen und Entwicklung des öffentlichen Rechts und der deutschen Staatsrechtswissenschaft bis zur Überwindung des staatsrechtlichen Positivismus. Habilitationsschrift, 1982 (= Schriften zum Öffentlichen Recht, Band 471), Duncker und Humblot, Berlin 1984.
- (Herausgeber mit Karl-Wilhelm Dahm und Werner Krawietz und einem Vorwort von Werner Krawietz) Politische Theorie des Johannes Althusius. Duncker & Humblot, Berlin 1988.
- (Herausgeber mit Giuseppe Duso und Werner Krawietz) Konsens und Konsoziation in der politischen Theorie des frühen Föderalismus''. Duncker & Humblot, Berlin 1997.
- (Herausgeber mit Olav Moorman van Kappen) Der Westfälische Frieden in rechts- und staatstheoretischer Perspektive. Duncker & Humblot, Berlin 1998 (= Rechtstheorie. Sonderheft Westfälischer Frieden).
- (Herausgeber mit Peter Blickle und Thomas O. Hüglin und einem Vorwort von Dieter Wyduckel) Subsidiarität als rechtliches und politisches Ordnungsprinzip in Kirche, Staat und Gesellschaft. Duncker & Humblot, Berlin 2002.
- Althusius und die Monarchomachen. In: Politische Begriffe und Historisches Umfeld in der 'Politica Methodice Digesta' des Johannes Althusius. Hrsg. von Emilio Bonfatti, Giuseppe Duso und Merio Scattola (= Wolfenbütteler Forschungen, Band 100), Harrassowitz-Verlag, Wiesbaden 2002.
- Politik des Johannes Althusius. Deutsche Übersetzung von Heinrich Janssen. In Auswahl herausgegeben, eingeleitet und versehen mit neuerem Literaturverzeichnis von Dieter Wyduckel, Duncker & Humblot, Berlin 2003.
- (Herausgeber mit Frederick S. Carney und Heinz Schilling): Jurisprudenz, Politische Theorie und Politische Theologie. Herborner Symposion zum 400. Jahrestag der 'Politica' des Johannes Althusius 1603–2003. Duncker & Humblot, Berlin 2004.
- (Herausgeber mit Corrado Malandrino) Politisch-rechtliches Lexikon der 'Politica' des Johannes Althusius. Herausgegeben in deutscher Übersetzung der italienischen Originalausgabe. Duncker & Humblot, Berlin 2010.